# Madison Kocian
Madison Taylor Kocian (Dallas, Texas; 15 de junio de 1997) es una gimnasta artística estadounidense. Fue campeona del mundo en 2015 en el ejercicio de barras asimétricas, y doble medallista olímpica en los Juegos de Río de Janeiro 2016.
Kocian formó parte del equipo nacional de gimnasia de Estados Unidos desde 2009 hasta 2016, aunque ha habido periodos en los que no ha sido seleccionada a causa de lesiones. En julio de 2016 fue seleccionada para formar parte del equipo olímpico de gimnasia artística femenino para Río 2016. Es campeona olímpica por equipos y medalla de plata en barras asimétricas. Además, también es campeona del mundo por equipos y en asimétricas.
En otoño de 2016 empezó su carrera como gimnasta universitaria en la UCLA de Los Ángeles.

## Datos biográficos
Kocian nació y creció en Dallas, Texas, Estados Unidos, el 15 de junio de 1997. Es hija de Thomas y Cindy Kocian, que la apuntaron a gimnasia a una edad muy temprana. Kocian tiene un hermano menos llamado Ty.
A los cinco años, Kocian empezó a asistir al WOGA, gimnasio propiedad de Valeri Liukin donde también asistieron dos campeonas olímpicas como son Carly Patterson y Nastia Liukin, a quien Kocian considera una hermana mayor.
Kocian asistió al colegió Spring Creek Academy en Plano, Texas, donde se graduó en 2015. En otoño de 2016 se matriculó en la Universidad de California en Los Ángeles, donde forma parte del equipo femenino de gimnasia artística.
En agosto de 2018, junto a su compañera Kyla Ross, reveló que había sufrido abusos sexuales por parte del exmédico de la selección Larry Nassar.

## Carrera júnior

### 2009-2010
En 2009, con 12 años, Kocian entró a formar parte del equipo nacional júnior de Estados Unidos. Ese mismo año se clasificó sexta en el Campeonato Nacional. Fue seleccionada para representar al equipo estadounidense en el campeonato Top Gym Júnior, celebrado ese año en Charleroi, Bélgica. Kocian ganó la medalla de bronce en el circuito individual, la medalla de oro en la prueba de barras asimétricas, y la plata en barra de equilibrio. 
En 2010 se clasificó quinta en el U.S. Classic celebrado en Chicago, y ganó la medalla de bronce en la prueba de barras asimétricas del Campeonato Nacional que tuvo lugar en Hartford, Connecticut.

### 2011-2012
En 2011 compitió en el WOOGA Classic y en el trofeo City of Jesolo. El año siguiente no pudo competir a causa de una lesión en la muñeca.

## Carrera profesional

### 2013
Kocian empezó su carrera profesional en el U.S. Classic, donde se clasificó séptima en el circuito individual pero consiguió una medalla de plata en barras asimétricas. En el Campeonato Nacional tuvo una lesión durante su ejercicio de suelo, en el que se torció el tobillo. Por ese motivo tuvo que abandonar la competición y no fue seleccionada para participar en el Mundial. A pesar de eso, siguió formando parte del equipo nacional.

### 2014
En agosto compitió en la Pan American Championships donde ayudó al equipo nacional a conseguir la medalla de oro. Además, consiguió la medalla de plata en barras asimétricas. Ese año también compitió en el donde se clasificó en la duodécima posición. En el Campeonato Nacional compitió solamente en barras asimétricas y barra de equilibrio, donde quedó segunda y quinta respectivamente.
En septiembre fue seleccionada para formar parte del equipo participante en el Mundial de Nanning, China. Contribuyó en la medalla de oro por equipos conseguida por Estados Unidos, aunque no pudo participar en la final del circuito individual al clasificarse por detrás de 3 de sus compañeras, aun habiendo conseguido una buena puntuación (solamente dos gimnastas de cada país pueden participar en la final).
Después del Mundial, Kocian decidió pasar por el quirófano para reparar definitivamente su lesión en la muñeca y poder optar a formar parte del equipo olímpico de 2016.

### 2015
En julio participó en el Secret U.S. Classic donde consiguió el primer puesto en barras asimétricas y el noveno en viga de equilibrio.
En agosto compitió en los P&G Championships donde se clasificó sexta en el circuito individual. Desde 2013 Kocian no había competido en el circuito completo debido a su lesión de tobillo.
En octubre formó parte del equipo estadounidense que participó en los Mundiales de Gimnasia Artística de Glasgow. Consiguió la medalla de oro en la final de barras asimétricas con una puntuación de 15.366, medalla que tuvo que compartir con las rusas Viktoria Kómova y Daria Spiridonova, y con la china Fan Yilin. También ayudó a la selección estadounidense a conseguir la medalla de oro en el circuito por equipos.

### 2016
A principios de año, Kocian tuvo una lesión en el tobillo que la obligó a renunciar a participar en el trofeo City of Jerolo y en el Pacific Rim Championships.
Una vez recuperada pudo participar en el U.S. Classic, el P&G Gymnastics Championships y en los Olympic Trials (pruebas de selección del equipo olímpico) donde fue seleccionada para representar a Estados Unidos en los Juegos Olímpicos de Río de Janeiro 2016, junto a Alexandra Raisman, Gabrielle Douglas, Simone Biles y Lauren Hernández.

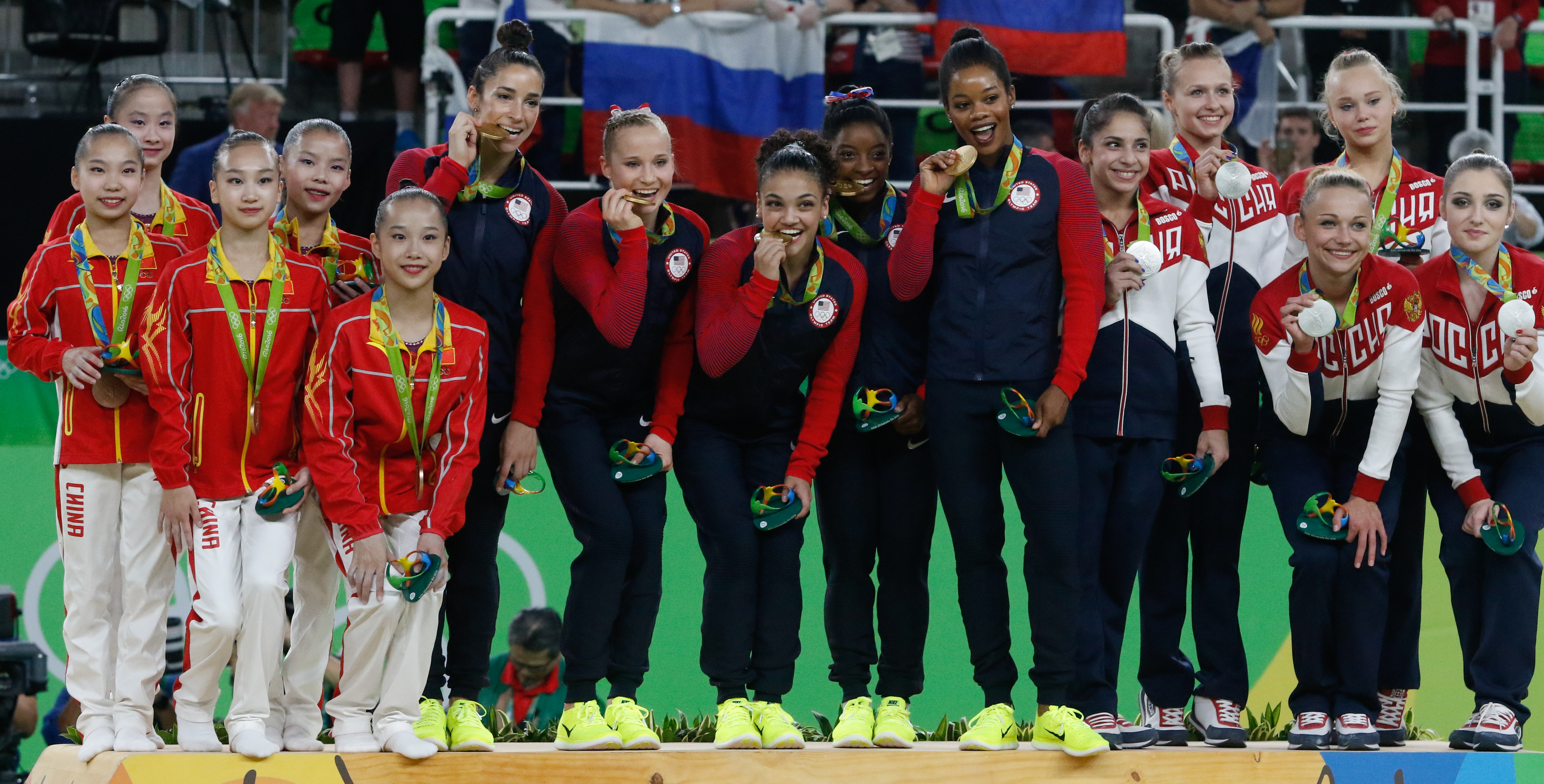
Madison Kocian, en el podio de la final por equipos de gimnasia artística femenina de los Juegos Olímpicos de Río de Janeiro.

#### Juegos Olímpicos Río 2016
En agosto de 2016 fue una de las integrantes del equipo estadounidense de gimnasia artística femenino que participó en los Juegos Olímpicos de Río 2016. En las pruebas de clasificación, Kocian se clasificó para la final por equipos y para la final de barras asimétricas.
Kocian consiguió la medalla de oro para el equipo estadounidense -la segunda consecutiva- con una puntuación de 184.897 junto a sus compañeras Aly Raisman, Simone Biles, Lauren Hernandez y Gabrielle Douglas; que se apodaron las «Final Five» en honor a la seleccionadora nacional Martha Karolyi (pues esta fue su última prueba antes de jubilarse).
Además, Kocian consiguió la medalla de plata en la final de barras asimétricas con una puntuación de 15.833, quedando por detrás de la rusa Aliya Mustafina.

## Carrera universitaria
En otoño de 2016, Kocian empezó su carrera universitaria en la Universidad de California en Los Ángeles (UCLA) con la intención de estudiar pediatría. Además, también se incorporó al equipo de gimnasia artística femenina de la Universidad.
El 7 de enero de 2017 Kocian hizo su debut en la gimnasia universitaria convirtiéndose así en la primera gimnasta ganadora de un oro olímpico en participar en la NCAA. Minutos después fue su compañera Kyla Ross (medallista en Londres 2012) quien se convirtió en la segunda. Kocian participó en el all-arround obteniendo una puntuación total de 39,425 (salto: 9,825; asimétricas: 9,875; barra: 9,850; suelo: 9,875) y ganando así la prueba de circuito completo, además de tres de los cuatro aparatos.
El 11 de febrero de 2017 consiguió el primer 10 de su carrera universitaria en el ejercicio de barras asimétricas. Su compañera de equipo, la canadiense Christine Peng-Peng Lee también consiguió un 10 en barras asimétricas, siendo la primera vez que dos gimnastas de UCLA consiguen un 10 en el mismo aparato. Además, Kocian ganó el All-Arround por tercera semana consecutiva y contribuyó a la nota de 198,125 de su equipo, la más alta que un equipo había conseguido durante toda la temporada hasta el momento.
Kocian terminó su primera temporada como gimnasta universitaria participando 12 de los 14 encuentros disputados, incluyendo la final a seis de la NCAA, donde el equipo de la UCLA se clasificó en cuarta posición.
En agosto de 2018, tras finalizar la temporada, Kocian pasó por el quirófano para operarse de una lesión de hombro que se hizo durante la clasificación para los Juegos Olímpicos de Río. La recuperación de la intervención quirúrgica hizo que no pudiese competir hasta la tercera jornada en Arizona, donde solamente compitió en barra de equilibrio. Durante toda la temporada regular, solamente compitió en los ejercicios de barra de equilibrio y suelo. En el Campeonato Regional, compitió por primera vez en la temporada en el ejercicio de barras asimétricas. El 21 de abril de 2018, junto a sus compañeras de equipo, Kocian se proclamó campeona del Campeonato Nacional NCAA de Gimnasia.
El 4 de enero de 2019 empezó su tercera temporada competitiva en la UCLA en el encuentro contra la Universidad de Nebraska que tuvo lugar en el Pauley Pavilion.

### Resultados

#### Primer año: 2017
| Resultados 2017 | Resultados 2017         | Resultados 2017 | Resultados 2017 | Resultados 2017 | Resultados 2017 | Resultados 2017 | Resultados 2017 | Resultados 2017                        |
| Fecha           | Rival                   | Salto           | Asimétricas     | Barra           | Suelo           | All-arround     | Equipo          | Notas                                  |
| --------------- | ----------------------- | --------------- | --------------- | --------------- | --------------- | --------------- | --------------- | -------------------------------------- |
| 7/01/2017       | Arkansas Razorbacks     | 9,825           | 9,875           | 9,850           | 9,875           | 39,425          | 195,700         | Debut.                                 |
| 15/01/2017      | Oklahoma Sooners        | 9,875           | 8,900           | 9,92            | 9,900           | 38,600          | 196,825         | [ 30 ]                                 |
| 28/01/2017      | Oregon State            | 9,875           | 9,875           | 9,850           | 9,925           | 39,525          | 197,325         | [ 31 ]                                 |
| 4/02/2017       | Arizona State           | 9,875           | 9,850           | 9,950           | 9,950           | 39,625          | 197,150         | [ 32 ]                                 |
| 11/02/2017      | Stanford                | 9,850           | 10,000          | 9,775           | 9,950           | 39,575          | 198,125         | Primer 10.                             |
| 18/02/2017      | Utah                    | 9,825           | 9,850           | 9,950           | 9,925           | 39,550          | 197,500         | [ 33 ]                                 |
| 20/02/2017      | Utah State y Bridgeport | ---             | 9,875           | 9,625           | ---             | ---             | 195,875         | [ 34 ]                                 |
| 25/02/2017      | Arizona Wildcats        | 9,850           | 9,900           | 9,925           | 9,950           | 39,625          | 197,725         | [ 35 ]                                 |
| 05/03/2017      | California Golden Bears | 9,850           | 9,825           | 9,750           | 9,900           | 32,325          | 197,525         | [ 36 ]                                 |
| 12/03/2017      | North Carolina State    | ---             | ---             | ---             | ---             | ---             | 197,800         | [ 37 ]                                 |
| 18/03/2017      | Campeonato Pac-12       | 9,777           | 9,825           | 9,900           | 9,900           | 39,400          | 197,100         | Equipo clasificado en 3ª posición.     |
| 01/04/2017      | Regionales NCAA         | 9,800           | 9,950           | 9,750           | 9,875           | 39,375          | 196,800         | Equipo clasificado en 1ª posición.     |
| 14/04/2017      | Semifinales NCAA        | 9,8750          | 9,8750          | 9,8625          | 9,9375          | 39,5500         | 197,5000        | Equipo clasificado en 2ª posición.     |
| 15/04/2017      | Final NCAA              | 9,8125          | 9,9375          | 9,8125          | 9.9125          | 39,4750         | 197,2625        | Equipo clasificado en cuarta posición. |

#### Segundo año: 2018
| Resultados 2018 | Resultados 2018                        | Resultados 2018 | Resultados 2018 | Resultados 2018 | Resultados 2018 | Resultados 2018 | Resultados 2018 | Resultados 2018                    |
| Fecha           | Rival                                  | Salto           | Asimétricas     | Barra           | Suelo           | All-arround     | Equipo          | Notas                              |
| --------------- | -------------------------------------- | --------------- | --------------- | --------------- | --------------- | --------------- | --------------- | ---------------------------------- |
| 6/01/2018       | Ohio State                             | ---             | ---             | ---             | ---             | ---             | 196,250         | [ 42 ]                             |
| 14/01/2018      | Stanford, Utah y Washington            | ---             | ---             | ---             | ---             | ---             | 197.200         | [ 43 ]                             |
| 20/01/2018      | Arizona Wildcats                       | ---             | ---             | 9,225           | ---             | ---             | 197,300         | Debut.                             |
| 27/01/2018      | LSU, North Carolina State y Washington | ---             | ---             | 9,875           | ---             | ---             | 197,625         | [ 44 ]                             |
| 4/02/2018       | Oklahoma Sooners                       | ---             | ---             | 9,850           | ---             | ---             | 197,950         | [ 45 ]                             |
| 10/02/2018      | California Golden Bears                | ---             | ---             | 9,925           | ---             | ---             | 197,750         | [ 46 ]                             |
| 18/02/2018      | Utah                                   | ---             | ---             | 9,900           | ---             | ---             | 197,425         | [ 47 ]                             |
| 25/02/2018      | Oregon State                           | ---             | ---             | 9,875           | 9,900           | ---             | 198,075         | [ 26 ]                             |
| 4/03/2018       | Iowa State, Kent State y Nebraska      | ---             | ---             | 9,750           | 9,875           | ---             | 197,500         | Masters Classic.                   |
| 11/03/2018      | Stanford                               | ---             | ---             | 9,825           | 9,925           | ---             | 197,800         | [ 49 ]                             |
| 13/03/2018      | San Jose State                         | ---             | ---             | 9,875           | 9,800           | ---             | 198,275         | [ 50 ]                             |
| 24/03/2018      | Campeonato Pac-12                      | ---             | ---             | 9,850           | 9,825           | ---             | 197,500         | Equipo clasificado en 1ª posición. |
| 7/04/2018       | Regionales NCAA                        | ---             | 9,875           | 9,825           | 9,850           | ---             | 197,650         | Equipo clasificado en 1ª posición. |
| 20/04/2018      | Semifinal NCAA                         | ---             | 9,7750          | 9,8375          | 9,8750          | ---             | 197,5625        | Equipo clasificado en 1ª posición. |
| 21/04/2018      | Final NCAA                             | ---             | 9,9375          | 9,2750          | 9,8375          | ---             | 198,075         | Equipo clasificado en 1ª posición. |

#### Tercer año: 2019
| Resultados 2019 | Resultados 2019                       | Resultados 2019 | Resultados 2019 | Resultados 2019 | Resultados 2019 | Resultados 2019 | Resultados 2019 | Resultados 2019    |
| Fecha           | Rival                                 | Salto           | Asimétricas     | Barra           | Suelo           | All-arround     | Equipo          | Notas              |
| --------------- | ------------------------------------- | --------------- | --------------- | --------------- | --------------- | --------------- | --------------- | ------------------ |
| 4/01/2019       | Nebraska                              | ---             | 9,825           | ---             | ---             | ---             | 197,250         | Debut.             |
| 12/01/2019      | California, Michigan State y UC Davis | ---             | 9,850           | 9,850           | ---             | ---             | 197,700         | College Challenge. |
| 21/01/2019      | Arizona State                         | ---             | 10,00           | 9,875           | ---             | ---             | 197,775         | [ 54 ]             |
| 27/01/2019      | Stanford                              | ---             | 9,800           | 9,575           | ---             | ---             | 197,225         | [ 55 ]             |
| 2/02/2019       | Oregon State                          | ---             | 9,975           | 9,825           | ---             | ---             | 197,900         | [ 56 ]             |
| 10/02/2019      | Washington                            | ---             | 9,925           | ---             | ---             | ---             | 197,600         | [ 57 ]             |
| 16/02/2019      | Arizona                               | ---             | 9,900           | 9,800           | ---             | ---             | 198,025         | [ 58 ]             |
| 23/02/2019      | Utah                                  | ---             | 9,950           | 9,225           | ---             | ---             | 198,025         | [ 59 ]             |
| 3/03/2019       | Oklahoma Sooners                      | ---             | 9,825           | 9,825           | ---             | ---             | 197,575         | [ 60 ]             |

## Medallero
| Año  | Competición                | Equipo | AA     | VT     | UB     | BB     | FX     |
| ---- | -------------------------- | ------ | ------ | ------ | ------ | ------ | ------ |
| 2009 | Campeonato Nacional Júnior |        | 6      |        | 8      |        |        |
| 2009 | TOP Gym                    |        | Bronce | Oro    |        | Plata  |        |
| 2010 | Woga Classic               | Oro    | Plata  | Oro    | Plata  | 8      | Plata  |
| 2010 | CoverGirl Classic          |        | 5      | 5      | Bronce |        |        |
| 2010 | Campeonato Nacional Júnior |        | 5      | 6      | Bronce |        | 6      |
| 2011 | Trofeo City of Jesolo      | Oro    | Plata  |        |        |        |        |
| 2011 | Woga Classic               | Oro    | Plata  | Oro    | 7      | Plata  | Oro    |
| 2012 | Woga Classic               | Oro    | Plata  |        | Oro    | Bronce | Bronce |
| 2013 | American Classic           |        | Oro    | Oro    | Oro    | Plata  | Plata  |
| 2013 | Woga Classic               | Oro    |        | Bronce | Plata  |        |        |
| 2013 | Secret U.S. Classic        |        | 7      |        | Plata  |        |        |
| 2014 | Woga Classic               | Oro    |        |        | Oro    | Plata  |        |
| 2014 | Trofeo City of Jesolo      |        |        |        | Oro    |        |        |
| 2014 | Secret U.S. Classic        |        |        |        | Plata  | 8      |        |
| 2014 | Campeonato Nacional        |        |        |        | Plata  | 5      |        |
| 2014 | Campeonato Panamericano    | Oro    |        |        | Plata  | 4      |        |
| 2014 | Campeonato Mundial         | Oro    |        |        |        |        |        |
| 2015 | Secret U.S. Classic        |        |        |        | Oro    | 9      |        |
| 2015 | Campeonato Nacional        |        | 6      |        | Oro    | 12     | 8      |
| 2015 | Campeonato Mundial         | Oro    |        |        | Oro    |        |        |
| 2016 | Woga Classic               | Oro    |        |        | Oro    | Oro    |        |
| 2016 | Secret U.S. Classic        |        |        |        | Plata  | 15     |        |
| 2016 | Campeonato Nacional        |        | 5      |        | Plata  | 7      | 6      |
| 2016 | Olympic Trials             |        | 8      | 12     | Oro    | 9      | 9      |
| 2016 | Juegos Olímpicos           | Oro    |        |        | Plata  |        |        |
| 2017 | NCAA                       | 4      |        |        |        | 7      | 7      |
| 2018 | NCAA                       | Oro    |        |        |        |        |        |

Notas: AA=Circuito completo individual. VT=Salto. UB=Barras asimétricas. BB=Barra de equilibrio. FX=Suelo.